# Arbeitsgericht Berneck
Das Arbeitsgericht Berneck war ein bayerisches Arbeitsgericht mit Sitz in Berneck.

## Geschichte
Gemäß Arbeitsgerichtsgesetz vom 23. Dezember 1926 wurden in Deutschland Arbeitsgerichte gebildet. Diese waren nur in der ersten Instanz organisatorisch selbstständige Gerichte, die Landesarbeitsgerichte waren den Landgerichten zugeordnet. Am Landgericht Bayreuth entstand so 1927 das Landesarbeitsgericht Bayreuth als eines von 23 Landesarbeitsgerichten in Bayern. In Berneck entstand das Arbeitsgericht Berneck als eines von acht Arbeitsgerichten des Landesarbeitsgerichts. Sein Sprengel umfasste den Gerichtsbezirk des Amtsgerichts Berneck. Es bestand eine allgemeine Kammer für Arbeiter und Angestellte und eine Kammer für das Handwerk.
Bereits 1929 wurde die Zahl der Arbeitsgerichte deutlich reduziert. Das Arbeitsgericht Berneck wurde aufgehoben, seine Aufgaben übernahm das Arbeitsgericht Bayreuth.